# فردریک سورنسن

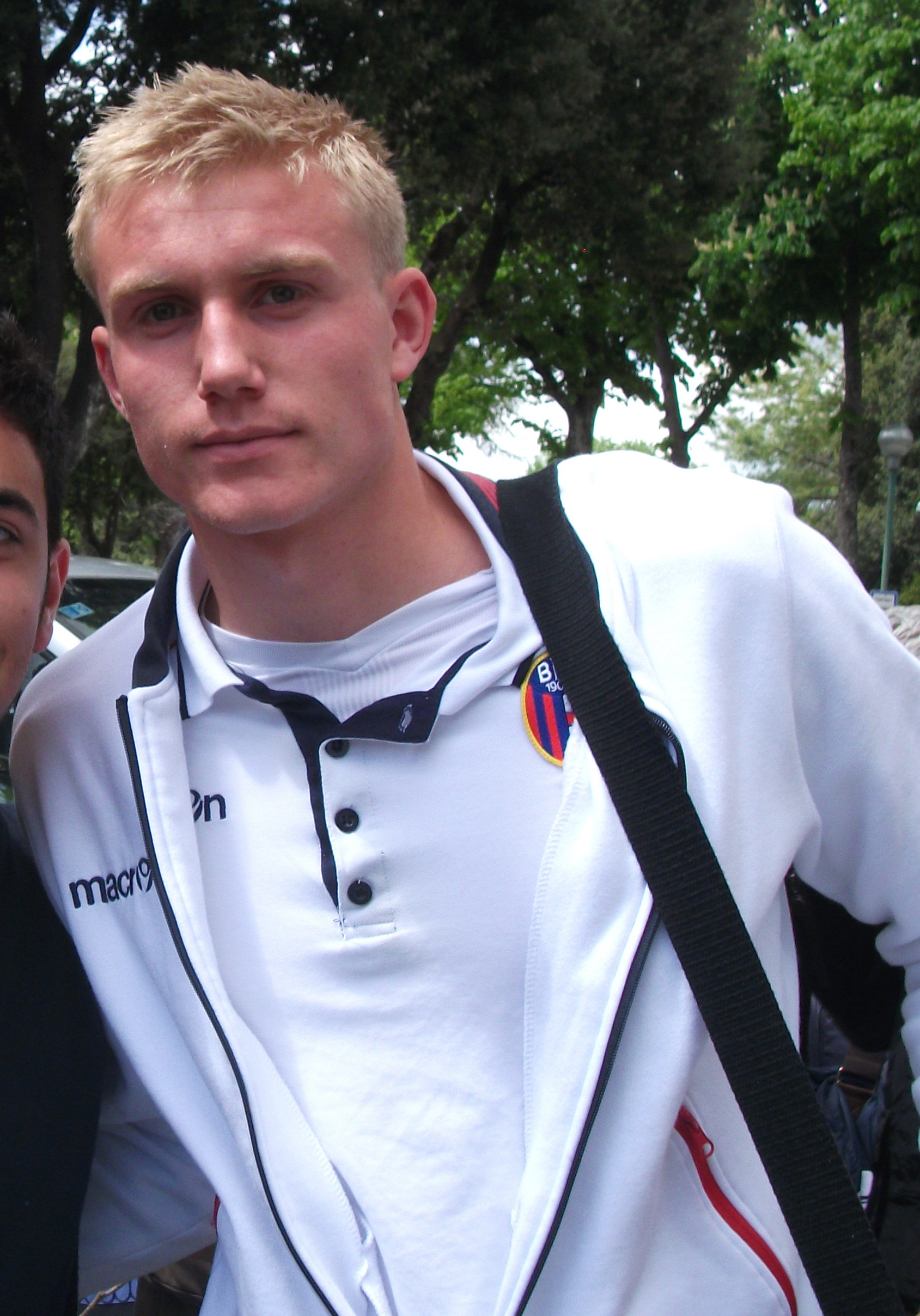
فردریک سورنسن ۲۰۱۱

فردریک سورنسن (انگلیسی: Frederik Sørensen؛ زادهٔ ۱۴ آوریل ۱۹۹۲) یک بازیکن فوتبال اهل دانمارک است.
از باشگاه‌هایی که در آن بازی کرده‌است می‌توان به بولونیا، یوونتوس، هلاس ورونا و باشگاه فوتبال کلن اشاره کرد.